# Nicolás Martínez (Bischof)
Nicolás Martínez OSH, auch Nicolás de Madrid, (* in Madrid, Königreich Spanien; † 1. Oktober 1660) war ein spanischer Geistlicher.
Martínez gehörte den Hieronymiten an. Am 9. Oktober 1654 wurde er zum Bischof von Astorga ernannt. Im gleichen Jahr erhielt er die Bischofsweihe. Am 21. Juni 1660 erfolgte die Ernennung zum Bischof von Osma.